# Hirzkarseelein
Das Hirzkarseelein ist ein kleiner Bergsee im Hochplateau des Dachsteinmassivs im Gemeindegebiet Obertraun, Oberösterreich. Noch in den 1960er Jahren war hier eine kleine Seengruppe mit drei Lacken, Vorderer Hirzkarsee, Mittlerer Hirzkarsee und Hinterer Hirzkarsee, letzterer ist der heutige Hirzkarsee, die beiden anderen sind verlandet. Im Umfeld gibt es noch weitere teils verlandete Lacken.

## Lage und Naturschutz
Das Hirzkarseelein liegt südlich des Hohen Krippensteins unweit der verfallenen Hirzkaralm. Hier zieht sich eines der Hochtäler des Dachsteinplateaus von der Gjaidalm südostwärts. Zwischen Hirzkarkogel (1859 m ü. A.) im Südwesten und Margschierf (2080 m ü. A.) im Nordosten liegt der Hirzkarsee auf 1814 m ü. A. Er ist eine kleine Hochgebirgslacke mit etwa 25 Metern Durchmessern und etwa 550 m² Fläche, die von einer Niedermoorzone umgeben ist.
Etwa 70 Meter westlich, am Weg zum See, liegt ein weiteres Feuchtgebiet, der verlandete Mittlere Hirzkarsee (1813 m ü. A. ⊙).
140 Meter leicht südwestlich gegen die Alm hin, direkt am Wanderweg in einer Mulde, befindet sich der ebenfalls trockengefallene Vordere Hirzkarsee (1810 m ü. A. ⊙).
Ein weiterer Kleinsee, in älterer Literatur teils als Hirzkarsee geführt,
lag in einer Doline etwa 500 m östlich, dieser ist schon länger weitgehend trockengefallen (heute 1846 m ü. A. ⊙).
Nördlich oberhalb am Weg liegt noch eine weitere namenlose Lacke, die früher wohl ebenfalls größer war (heute 1835 m ü. A. ⊙).

Daher heißt der ehemals „hintere“ See nurmehr Hirzkarsee(lein); die Bezeichnung -seelein ist ortsüblich und bezeichnet Kleinstseen ebenso wie Gruppen derselben. Das Verschwinden zahlreicher Dachsteinseen durch Überwirtschaftung und die zunehmende Verkarstung des Hochplateaus ist seit den 1950ern dokumentiert.
Der See liegt im Europaschutzgebiet Dachstein (FFH/BSG, AT3101000/EU02) und im Naturschutzgebiet Dachstein in den Gemeinden Gosau, Hallstatt und Obertraun (N098), und gehört zur UNESCO-Welterbestätte Kulturlandschaft Hallstatt–Dachstein/Salzkammergut (WHS 806). Der Dachstein ist auch ein Wasserschongebiet.
Rund um den See finden sich rare Pflanzen wie Sumpf-Dotterblume und der fleischfressende Sonnentau.

## Erschließung
Obwohl er im Hochgebirge ist, kann man den See leicht zu Fuß erreichen. In der Nähe des Sees gibt es eine Kabinenseilbahn, die Krippensteinbahn (Bergstation bei der Gjaidalm 2 km westlich), den See erreicht man vom Weg Gjaidalm – Heilbronner Kreuz kurz nach der verfallenen Hirzkaralm links ab. Vom See geht es Richtung Nordosten weiter zur Dachstein-Aussicht, und zur Krippensteineishöhle und zum Däumelsee.
Der See hat Trinkwasserqualität und lädt im Sommer zum Baden ein, Bedachtnahme auf die Schutzgüter ist angebracht.